# 丰特-埃尔弗雷斯诺
丰特-埃尔弗雷斯诺，是西班牙卡斯蒂利亚-拉曼恰雷阿尔城省的一个市镇。 总面积120平方公里，总人口3476人（2001年），人口密度29人/平方公里。